# Салютин, Виктор Афанасьевич
Виктор Афанасьевич Салютин (1940—2000) — генерал-майор внутренней службы, кандидат юридических наук.
Являясь членом-корреспондентом Академии безопасности жизнедеятельности, стал автором учебников, монографий и лекций по тактике пожаротушения.

## Биография
Родился 3 августа 1940 года.
Выпускник Харьковского пожарно-технического училища и Академии МВД СССР 1963 года.
С 1994 по 1996 годы был руководителем Высшей инженерной пожарной школы МВД СССР.
На службе в Ростове-на-Дону Виктор Афанасьевич прошел все служебные ступени — от начальника караула до начальника Управления противопожарной службы ГУВД Ростовской области.
Умер после тяжелой болезни 25 января 2000 года и похоронен на Северном кладбище в Ростове-на-Дону.

## Награды
- Был награждён 17 правительственными наградами, в числе которых орден «Знак почета», медали «За отвагу на пожаре», «Медаль Жукова», а также государственные награды ПНР и Чехословакии.
- Медаль «За отвагу» получена В. А. Салютиным за участие в задержании банды братьев Толстопятовых, терроризировавшей на протяжении нескольких лет город Ростов-на-Дону[2][3].
- Заслуженный работник МВД[4].

## Память
- В 2000 году на здании бывшего Управления противопожарной службы Ростовской области (ул. М. Горького 147) В. А. Салютину был установлен горельеф[5].
- Именем Виктора Салютина назван пожарный корабль, пришвартованный к набережной реки Дон; его имя носит переулок в Железнодорожном районе Ростова-на-Дону.
- В 2010 году в Центре пропаганды и общественных связей Главного управления МЧС России по Ростовской области имеется экспозиция, посвящённая памяти генерал-майора Виктора Афанасьевича Салютина[3].

Памятник на могиле В. А. Салютина на Северном кладбище Ростова-на-Дону
Горельеф в Ростове-на-Дону